# Boucles de l'Aulne 2003
La Boucles de l'Aulne 2003, sessantacinquesima edizione della corsa e valida come evento dell'UCI categoria 1.3, si svolse il 31 agosto 2003 su un percorso totale di 181,5 km.. Fu vinta dal francese Walter Bénéteau che giunse al traguardo con il tempo di 4h09'30", alla media di 43,647 km/h.
Partenza con 116 ciclisti, dei quali 37 portarono a termine il percorso.

## Ordine d'arrivo (Top 10)
| Pos. | Corridore        | Squadra         | Tempo    |
| ---- | ---------------- | --------------- | -------- |
| 1    | Walter Bénéteau  | La Boulangère   | 4h09'30" |
| 2    | Sandy Casar      | Fdjeux.com      | a 3"     |
| 3    | Manu L'Hoir      | Marlux          | a 32"    |
| 4    | Patrice Halgand  | Jean Delatour   | a 41"    |
| 5    | Michael Skelde   | Team Fakta      | s.t.     |
| 6    | Jean-Cyril Robin | Fdjeux.com      | s.t.     |
| 7    | Jérôme Pineau    | La Boulangère   | s.t.     |
| 8    | Frédéric Gabriel | MBK             | s.t.     |
| 9    | Gilles Bouvard   | Jean Delatour   | s.t.     |
| 10   | Éric Leblacher   | Crédit Agricole | s.t.     |